# Salvatoria balani
Salvatoria balani är en ringmaskart som först beskrevs av Hartmann-Schröder 1960.  Salvatoria balani ingår i släktet Salvatoria och familjen Syllidae. Inga underarter finns listade i Catalogue of Life.